# 11001 Andrewulff
11001 Andrewulff este o planetă minoră (asteroid) din centura de asteroizi. A fost descoperită pe 16 iunie 1979 la Observatorul European Austral de Hans-Emil Schuster⁠(d). 
Obiectul prezintă o orbită caracterizată de o semiaxă mare de 2,2272936 UAi, o excentricitate de 0,2117, o înclinație de 6,06162 ° în raport cu ecliptica.